# Helmut Wegscheider
Helmut Wegscheider ist ein ehemaliger deutscher Skispringer.
Wegscheider gab sein internationales Debüt bei der Vierschanzentournee 1958/59. Dabei konnte er jedoch in keinem der Springen auf vorderen Plätzen landen. Beste Platzierung war ein 25. Platz in Bischofshofen. Die Vierschanzentournee 1959/60 begann er mit einem 14. Platz in Oberstdorf. Nach einem 36. Platz in Partenkirchen folgten jedoch nur zwei 30. Plätze in Innsbruck und Bischofshofen. Bei der Vierschanzentournee 1960/61 erreichte er in Innsbruck mit dem achten Platz sein bis dahin bestes Einzelergebnis. An diese Tourneeerfolge konnte er bis 1966 nicht mehr anknüpfen. 1962 wurde er in Braunlage Deutscher Meister im Einzelspringen. Ein Jahr später bei der Deutschen Meisterschaft 1963 in Ruhpolding sprang er auf der ein Jahr zuvor eröffneten Zirnbergschanze einen neuen Schanzenrekord von 101 Metern, konnte aber den Wettbewerb trotz dieser Weite nicht gewinnen. Im gleichen Jahr sprang Wegscheider in Braunlage auf der Wurmbergschanze mit 74,5 Metern ebenfalls einen neuen Schanzenrekord.
Heute ist Wegscheider Funktionär beim Deutschen Skiverband.